# News Corporation
Ne doit pas être confondu avec The New Corporation.
News Corporation est un groupe de divertissement et de communication fondé à Adélaïde en Australie par la famille Murdoch. News corporation est coté dans les bourses de New York, Londres, et Sydney. Depuis 2013, le groupe n'existe plus en tant que tel mais a été scindé entre News Corp et 21st Century Fox.

## Historique
Les revenus de l'année 2005 sont de 23,8 milliards de dollars et la plus grande partie de ce chiffre d'affaires provient des États-Unis, où le groupe est le leader national de l'information et de la communication.
En 2006, le groupe News Corp emploie environ 44 000 personnes. C'est le plus grand et le plus influent groupe de médias au monde car il est présent sur tous les supports médiatiques (presse, télévision hertzienne et câblée, édition, radio, Internet, et multimédia).
Le 23 février 2010, News Corp investit 70 millions d'USD dans Rotana Group soit 9,09 % avec une option de passer à 18,18 % au bout de 18 mois,.
Le 11 mai 2011, News Corp augmente sa participation au groupe Rotana à 14,5 % en déboursant 35 millions d'USD.
En 2012, News corporations est le troisième groupe de divertissement au monde derrière Vivendi et The Walt Disney Company[réf. nécessaire].
Le 16 mai 2012, News Corp augmente sa part dans le capital du Rotana Group à 18,97 %.
Le 4 mars 2013, News Corporation annonce la vente de la totalité de sa participation de 44 % dans Sky Network pour 815 millions de dollars néo-zélandais soit l'équivalent de 514 millions d'euros. Le 22 mars 2013, News Corp revend 5,28 % de sa participation dans la société chinoise Phoenix Television pour 92 millions d'USD et transfère les 12,16 % restant à sa filiale Star Entertainment. Le 16 août 2013, 21st Century Fox investit 70 millions d'USD dans Vice Media soit 5 % du capital,. Le 19 octobre 2013, TPG Capital achète la part de 12,15 % de News Corp dans la société chinoise Phoenix Television, détenue au travers de STAR TV, pour 213,73 millions d'USD.
Le groupe s'est scindé en juin 2013 entre News Corp et 21st Century Fox à la suite du scandale de News of the World.

## Principaux actionnaires
Au 19 janvier 2020:
| T. Rowe Price Associates (Investment Management) | 56 261 417 | 14,5 % |
| The Vanguard Group                               | 53 659 780 | 13,8 % |
| Independent Franchise Partners                   | 31 467 094 | 8,10 % |
| SSgA Funds Management                            | 17 735 544 | 4,56 % |
| Southeastern Asset Management                    | 16 054 798 | 4,13 % |
| Hotchkis & Wiley Capital Management              | 14 542 000 | 3,74 % |
| Dodge & Cox                                      | 13 908 624 | 3,58 % |
| Yacktman Asset Management                        | 11 137 008 | 2,87 % |
| BlackRock Fund Advisors                          | 10 398 485 | 2,68 % |
| Burgundy Asset Management                        | 10 245 149 | 2,64 % |

## Direction du groupe
Les membres du conseil d'administration sont :
- Rupert Murdoch (PDG)
- José María Aznar (ancien premier ministre espagnol et président de FAES)
- Natalie Bancroft
- Peter Barnes (Ansell Limited)
- Chase Carey
- Kenneth E. Cowley (R.M. Williams Holdings Pty. Limited)
- David F. DeVoe
- Viet Dinh (professeur de droit à Georgetown University)
- Rod Eddington (J.P. Morgan)
- Andrew S.B. Knight (Rothschild Investment Trust C.P)
- Lachlan Murdoch (fils de Rupert Murdoch, Illyria Pty Ltd)
- Thomas J. Perkins (Kleiner, Perkins, Caufield & Byers)
- Arthur M. Siskind
- John Thornton (Tsinghua University of Beijing)
- Stanley Shuman (Allen & Company LLC)

Anciens membres :
- Peter Chernin (remplacé par Chase Carey en 2009)
- James Murdoch (fils de Rupert Murdoch)[14]

## Actifs du groupe

### Éditions
- HarperCollins
- ReganBooks
- Zondervan Christian

### Journaux
- Australie
  - The Australian (National)
  - The Weekend Australian (National)
  - The Courier-Mail (Queensland)
  - The Sunday Mail (Queensland)
  - The Cairns Post (Cairns, Queensland)
  - The Gold Coast Bulletin (Gold Coast, Queensland)
  - The Townsville Bulletin (Townsville, Queensland)
  - The Daily Telegraph (New South Wales)
  - The Sunday Telegraph (New South Wales)
  - The Herald Sun (Victoria)
  - The Sunday Herald Sun (Victoria)
  - The Weekly Times (Victoria)
  - MX (Melbourne and Sydney CBD)
  - The Geelong Advertiser (Geelong, Victoria)
  - The Advertiser (South Australia)
  - The Sunday Mail (South Australia)
  - Messenger Newspapers (South Australia)
  - The Sunday Times (Western Australia)
  - The Mercury (Tasmania)
  - The Sunday Tasmanian (Tasmania)
  - Northern Territory News (Northern Territory)
  - The Sunday Territorian (Northern Territory)

- Papouasie et Nouvelle-Guinée
  - Papua New Guinea Post-Courier (National)
- Asie
  - The Wall Street Journal Asia
- Royaume-Uni/ Europe
  - publiés par la filiale anglaise, News International.
    - le tabloid The Sun

  - publiés par la filiale Times Newspapers Ltd.
    - the broadsheet The Sunday Times
    - the 'ex-broadsheet'
    - The Times
    - the broadsheet The Times Literary Supplement

  - The Wall Street Journal Europe
  - eFinancialNews

États-Unis
- Dow Jones & Company, Inc.
  - The Wall Street Journal
  - Barron's
  - Dow Jones Corporate Markets
  - Dow Jones Financial Markets
  - Dow Jones Newswires
  - Dow Jones Private Markets
  - Dow Jones Reprints Solutions
  - Factiva
  - MarketWatch
  - Dow Jones Local Media Group
  - SmartMoney
- le New York Post
- Community Newspaper Group
- The Daily

### Magazines
- SmartSource
- TV Guide, à travers sa participation dans Gemstar-TV Guide
- The Weekly Standard (Washington, D.C.)
- Alpha Magazine
- Love It (Royaume-Uni)
- InsideOut (Royaume-Uni)
- The Travel Magazine (Royaume-Uni)
- Dannii (Royaume-Uni)

### Musique
- MySpace Records

### Sports
- 50 % de la National Rugby League (Australia, New Zealand and South Africa)

### Studios
- Fox Filmed Entertainment (États-Unis)
  - Twentieth Century Fox, société de production de films
  - Fox 2000 Pictures
  - Fox Searchlight
  - Fox Music
  - Twentieth Century Fox Home Entertainment
  - Twentieth Century Fox Licensing and Marchandising
  - Blue Sky Studios
  - Fox Television Studios, société de production de séries télévisées
  - Twentieth Television
- Shine Limited (US, Europe, Australie, Nouvelle-Zélande)
  - Kudos
  - Dragonfly
  - Princess Productions
  - Shine TV
  - Reveille
  - Metronome Film & Television
  - Shine International
  - Shine Australia
  - Shine France
  - Shine Germany

### TV

#### Broadcast
États-Unis
- Fox Broadcasting Company, un réseau national de télévision (États-Unis)
- My Network TV, un réseau de télévision aux États-Unis (lancé en septembre 2006)
- FOXSports.com
- Fox Television Stations
  - WNYW New York, NY
  - WWOR New York, NY
  - KTTV Los Angeles, CA
  - KCOP Los Angeles, CA
  - WFLD Chicago, IL
  - WPWR Chicago, IL
  - WTXF Philadelphie, PA
  - KDFW Dallas, TX
  - KDFI Dallas, TW
  - WFXT Boston, MA
  - WAGA Atlanta, GA
  - WTTG Washington, DC
  - WDCA Washington, DC
  - WJBK Detroit, MI
  - KRIV Houston, TX
  - KTXH Houston, TX
  - KSAZ Phoenix, AZ
  - KUTP Phoenix, AZ
  - WTVT Tampa Bay, FL
  - KMSP Minneapolis, MN
  - WFTC Minneapolis, MN
  - WRBW Orlando, FL
  - WOFL Orlando, FL
  - WUTB Baltimore, MD
  - WHBQ Memphis, TN
  - KTBC Austin, TX
  - WOGX Gainesville, FL

Australie et Nouvelle-Zélande
- Premium Movie Partnership (20 %)

#### Télévision par satellite
(Europe)
- Sky Italia, Italie
  - Sky Sport
  - Sky Calcio
  - Sky Cinema
  - Sky TG24
  - Sky Uno
  - Cielo
- British Sky Broadcasting, Royaume-Uni (39 %).
  - Sky 1
  - Sky Living
  - Sky Atlantic
  - Sky Arts
  - Sky News
  - Sky Movies
  - Sky Sports
  - Sky Sports News
  - Challenge
  - Pick TV
- Sky Deutschland, Allemagne (49,9 %)
  - Sky Cinema
  - Sky Action
  - Sky Comedy
  - Sky Emotion
  - Sky Nostalgie
  - Sky Cinema Hits
  - Sky Sport
  - Sky Sport Austria
  - Sky Fußball Bundesliga

(Asie)
- TATA SKY, un diffuseur de télévision numérique en Inde (à 30 %)

(Australie et Nouvelle-Zélande)
- Foxtel, Australie (à 25 %)
- Sky Network Television Limited (44 %)

#### Télévision câblée

##### États-Unis
- Fox News, une chaîne d'information continue
- Fox Business Network, chaîne d'information financière
- Fox Cable Networks
  - FX Networks, un réseau câblé programmant des rediffusions d'émissions déjà diffusées sur d'autres chaînes, mais qui a commencé à produire ses propres programmes, dont The Shield
  - Fox Movie Channel, une chaîne de cinéma qui propose des films de la 20th Century Fox sans coupures publicitaires
  - Fox Sports Net, un réseau de télévisions régionales câblé aux États-Unis, spécialisé dans la diffusion d'événements sportifs locaux, en alternance avec des programmes de sports au niveau national. Les chaînes régionales comprennent Fox Sports Southwest, Fox Sports Bay Area, etc. (quelques chaînes affiliées sont toujours la propriété de Cablevision).
  - Fox Soccer Channel, une chaîne numérique américaine spécialisée dans le football
  - SPEED Channel, une chaîne de sports mécaniques
  - Fuel Channel
  - Fox College Sports, un réseau de trois chaînes régionales de sport universitaire aux États-Unis
- Big Ten Network (49 %)
- Fox Pan American Sports (33 %)
- National Geographic Channel, en coentreprise avec le National Geographic (71 % )
- STATS (50 %)

##### Internationale
- FOX International Channels
  - FOX Europe, Afrique, Asie et Amérique Latine
  - FOX LIFE Europe, Asie et Amérique Latine
  - FX Europe, Afrique, Asie et Amérique Latine
  - FOX CRIME Europe et Asie
  - FOX RETRO Europe et Afrique
  - FOX NEXT Europe
  - FOX SPORTS Europe, Afrique et Amérique Latine
  - VOYAGE Europe
  - BABY TV Europe, Asie et Amérique Latine
  - UTILISIMA Amérique Latine
  - SPEED Amérique Latine
  - TVN Asie
  - FOX MOVIES Asie
  - AQUAVISION Afrique
  - National Geographic Channel International (52 %)

##### Amérique Latine
- LAPTV (55 %)
- Telecine (13 %)
- FOX Telecolombia (51 %)

##### Asie
Inde
- STAR PLUS
- STAR UTSAV
- STAR ONE
- STAR GOLD
- STAR WORLD INDIA
- STAR MOVIES INDIA
- CHANNEL [V]INDIA
- STAR Jalsha
- STAR Pravah
- VIJAY (81 %)
- Asianet (75 %)
- Asianet Plus (75 %)
- Suvarna (75 %)
- Sitara (75 %)
- STAR CJ Alive (50 %)
- Star News (26 %)
- STAR Ananda (26 %)
- STAR Majha (26 %)
- Hathway Cable and Datacom (17 %)
- STAR DEN Media Services (50 %)

Taiwan
- STAR CHINESE Channel
- STAR CHINESE Movies
- CHANNEL [V]TAIWAN

Chine
- XING KONG (47 %)
- CHANNEL [V] CHINA

Autre pays d'Asie
- ESPN Star Sports (50 %)
- PHOENIX SATELLITE TELEVISION (18 %)

##### Australie
- Premier Media Group 'Australie (50 %)

##### Moyen-Orient et Afrique
- ROTANA (15 %)
- Farsi1 (50 %)
- Zemzemeh (50 %)

### Internet
- Grab.com, divertissement et jeux (acquis au travers de l'achat d'Intermix Media *vendu en 2005*)
- IGN, portail internet de Jeux vidéo (comprend les sites IGN, GameSpy, Rotten Tomatoes and Askmen.com)
- 1UP.com, portail internet de Jeux vidéo
- News.com.au, site australien d'information
- WhatIfSports.com
- Scout.com
- Lesnews.it

### Téléphonie
- Jamster

### Autres entités du groupe News corporation
- NDS, technologie de gestion des droits numériques et personal digital video recorders (PVRs) devenue par la suite Synamedia (49 %)
- Broadsystem Ltd (Royaume-Uni), fournisseur de services de téléphonie pour les médias (acquis en 1991)
- Broadsystem Australia (Australie)
- Broadsystem Ventures (Royaume-Uni), fournisseur de services de téléphonie à bas coût, particulièrement pour les abonnés à Sky Television (acquis en 1999)